# Nestěrov
Nestěrov, též Něstěrov (rusky Не́стеров; německy Stallupönen v letech 1938 až 1946 Ebenrode; litevsky Stalupėnai; polsky Stołupiany) je město v Kaliningradské oblasti v Rusku ležící 140 km východně od Kaliningradu v blízkosti hranice s Litvou. V roce 2010 žily ve městě necelé 4 tisíce obyvatel převážně ruské národnosti.

## Dějiny města
Ve středověku bylo okolí města osídleno kmenem Nadruvovů, kteří se řadí k etniku Prusů. Místní kmeny porazil Řád německých rytířů a v roce 1276 oblast připojil k Řádovému státu. V 15. století začali za podpory Řádu do oblasti proudit osadníci převážně v Litvy. Samotné sídlo bylo poprvé zmíněno v roce 1539 pod jménem Stallupönen. Pojmenování pochází od litevského pojmenování řeky Stalupė, protékající městem. Historie města je silně spjata s německým živlem. Postupem doby se stalo součástí Pruského vévodství v roce 1525, povýšeného 1701 na Pruské království. Městská práva získalo 1722 dekretem Fridricha Viléma I. Během Sedmileté války bylo město okupováno ruskými vojsky stejně jako většina Východního Pruska.
Město, které bylo polohou blízko hranic s Ruskem, silně utrpělo během bojů první světové války. V roce 1914 se v blízkosti města odehrála tzv. bitva u Stallupönenu, v níž německý generál Hermann von Francois zaútočil z Gumbinnenu na ruské pozice v 8 km vzdáleném Stallupönen a zajal zde 3000 ruských vojáků. Následně mu byl ale nařízen ústup. Město bylo od 18. srpna 1914 do 18. února 1915 okupováno ruskými vojsky. Po válce se nově vzniklá Litva neúspěšně pokoušela připojit město ke svému území z důvodů místní litevské menšiny. Po nástupu nacismu v Německu přestalo oficiální místům vyhovovat pojmenování města Stallupönen, jelikož neznělo dostatečně německy. Nakonec tak bylo město přejmenováno na Ebenrode v roce 1938. Na konci druhé světové války bylo před postupem Rudé armády evakuováno z města veškeré německé obyvatelstvo. Poslední německý civilista opustil město 16. října 1944. Město následně bylo silně bombardováno. Rusové vstoupili do města 13. ledna 1945. Po válce přešlo pod správu SSSR a oficiálně bylo včleněno do sovětské Kaliningradské oblasti 7. dubna 1946. Nové jméno Nestěrov dostalo podle plukovníka Stěpana Kuzmiče Nestěrova, který padl v boji u nedaleké Iljinskoje.

## Obyvatelstvo

### Vývoj obyvatelstva v průběhu doby
| Rok       | 1875  | 1890  | 1910  | 1933  | 1939  | 1959  | 1970  | 1979  | 1989  | 2002  | 2010  | 2021  |
| Obyvatelé | 3 763 | 4 673 | 5 646 | 6 294 | 6 644 | 3 205 | 4 004 | 4 745 | 4 826 | 5 049 | 4 595 | 3 937 |

### Aktuální složení obyvatelstva
Při sčítání lidu v roce 2010 bylo etnické složení v městě následující:
| - 87,2 % Rusové - 3,3 % Litevci - 3,2 % Bělorusové - 2,7 % Ukrajinci - 0,8 % Němci |  | - 0,5 % Poláci - 0,4 % Romové - 0,3 % Tataři - 0,3 % Čuvaši - 1,3 % ostatní |

### Významné osobnosti města
- Werner Gitt (born 1937), německý inženýr
- Felix Steiner (1896–1966), německý generál bojující v obou světových válkách
- Klaus Theweleit (b. 1942), německý sociolog a spisovatel
- Walther Funk (1890–1960), německý ekonom a nacistický úředník
- Ulrich Woronowicz (1928–2011), německý evangelický pastor a aktivista

## Galerie

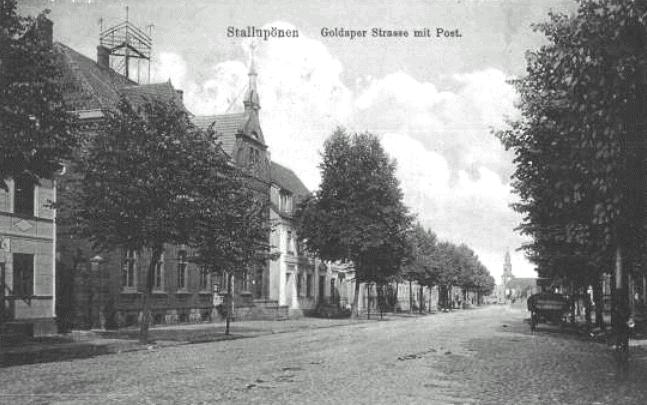
Stallupönen v roce 1906
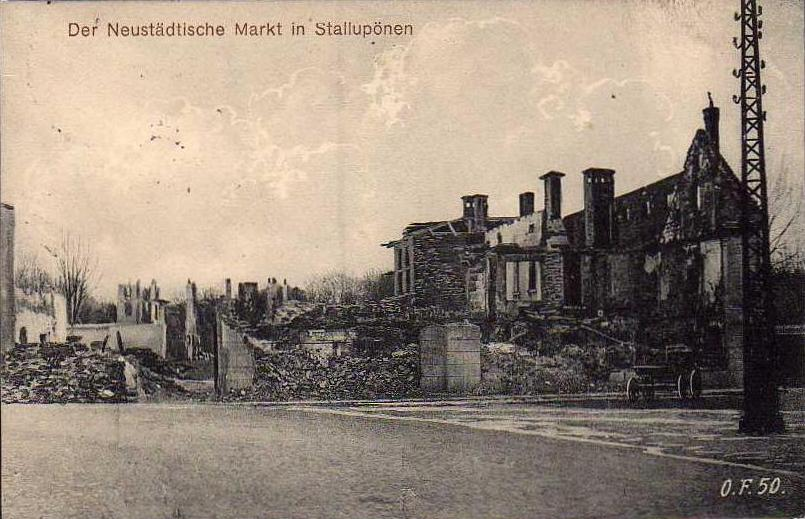
Ruiny v Stallupönenu po bojích v roce 1914
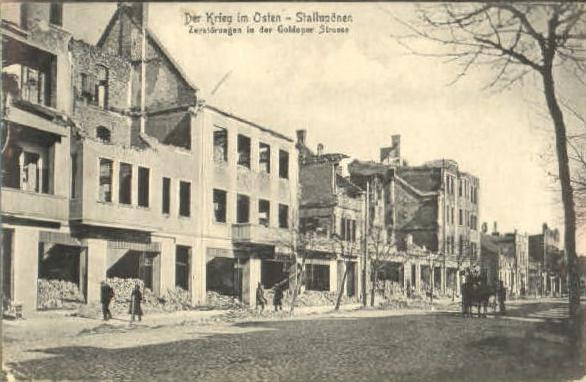
Ruiny v Stallupönenu po bojích v roce 1914
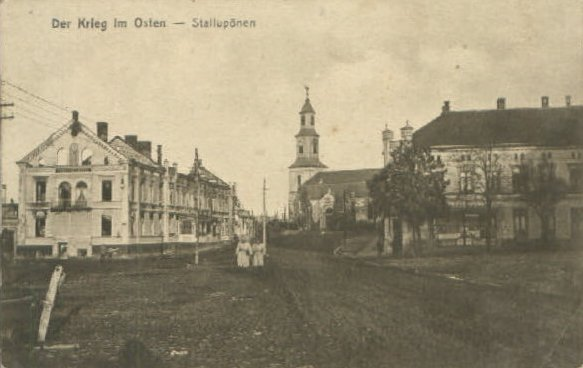
Stallupönen v roce 1915, v pozadí evngelický kostel
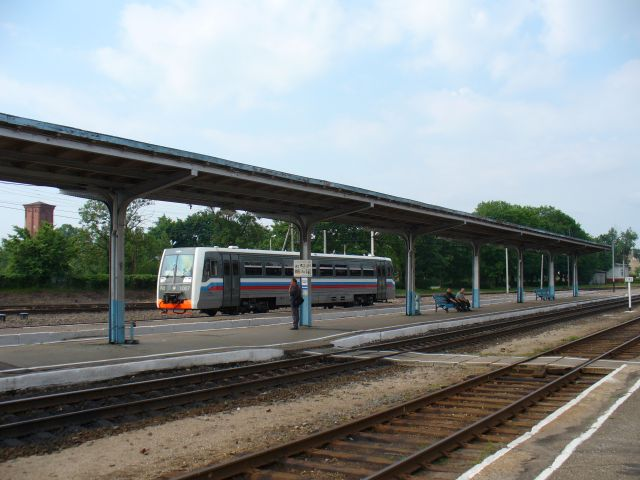
Nestěrovské vlakové nádraží
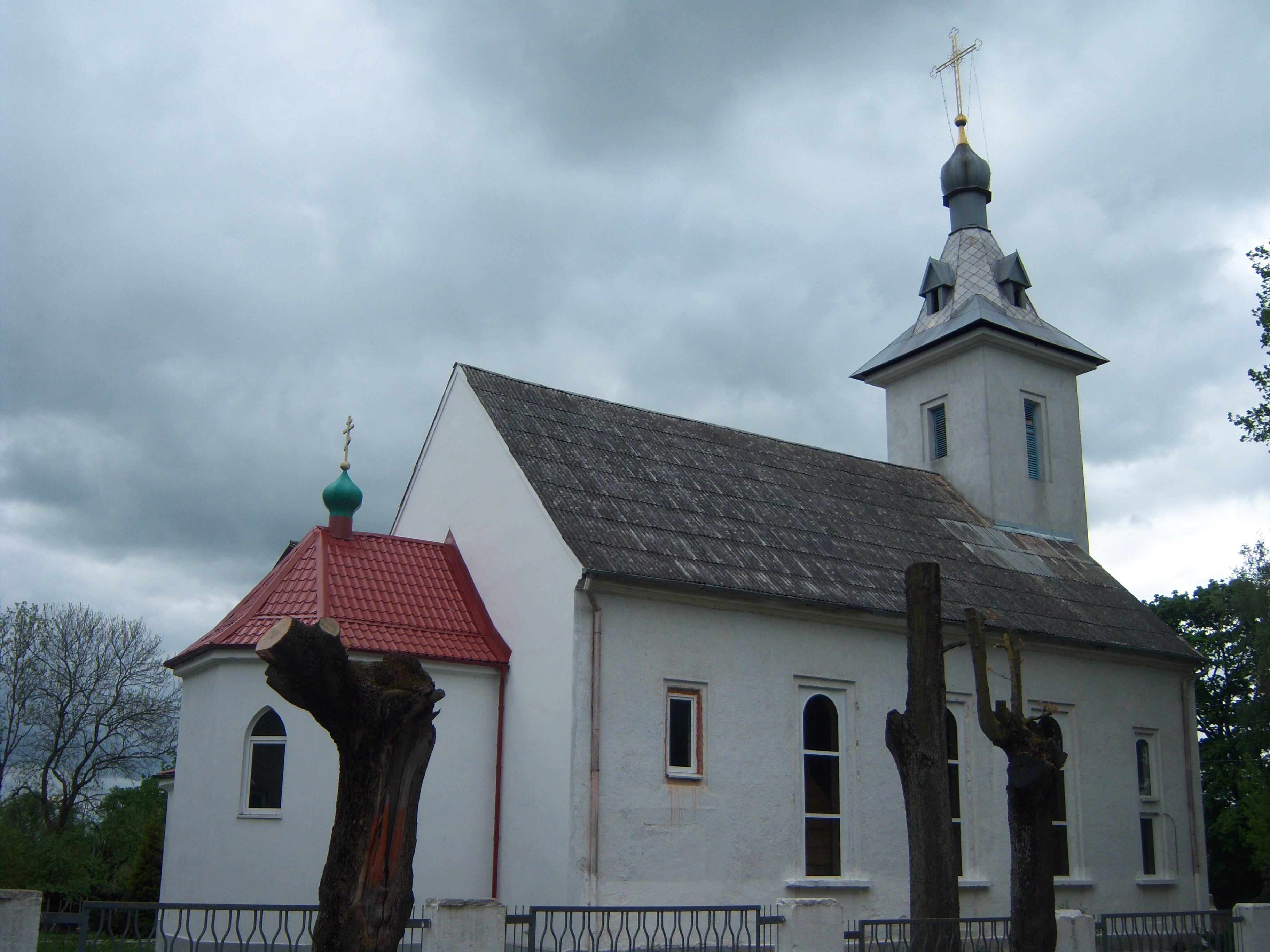
Místní bývalý katolický kostel
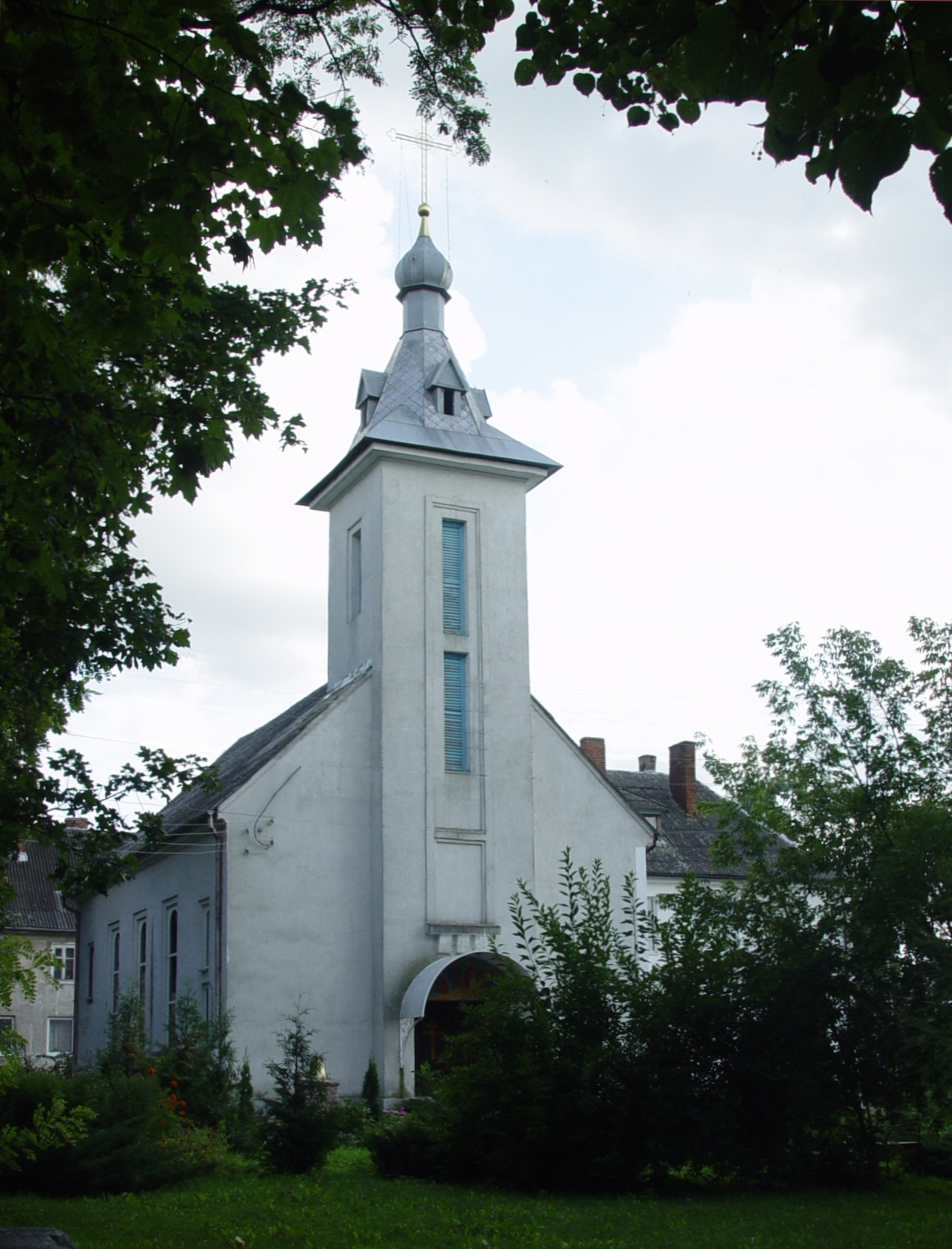
Místní bývalý katolický kostel
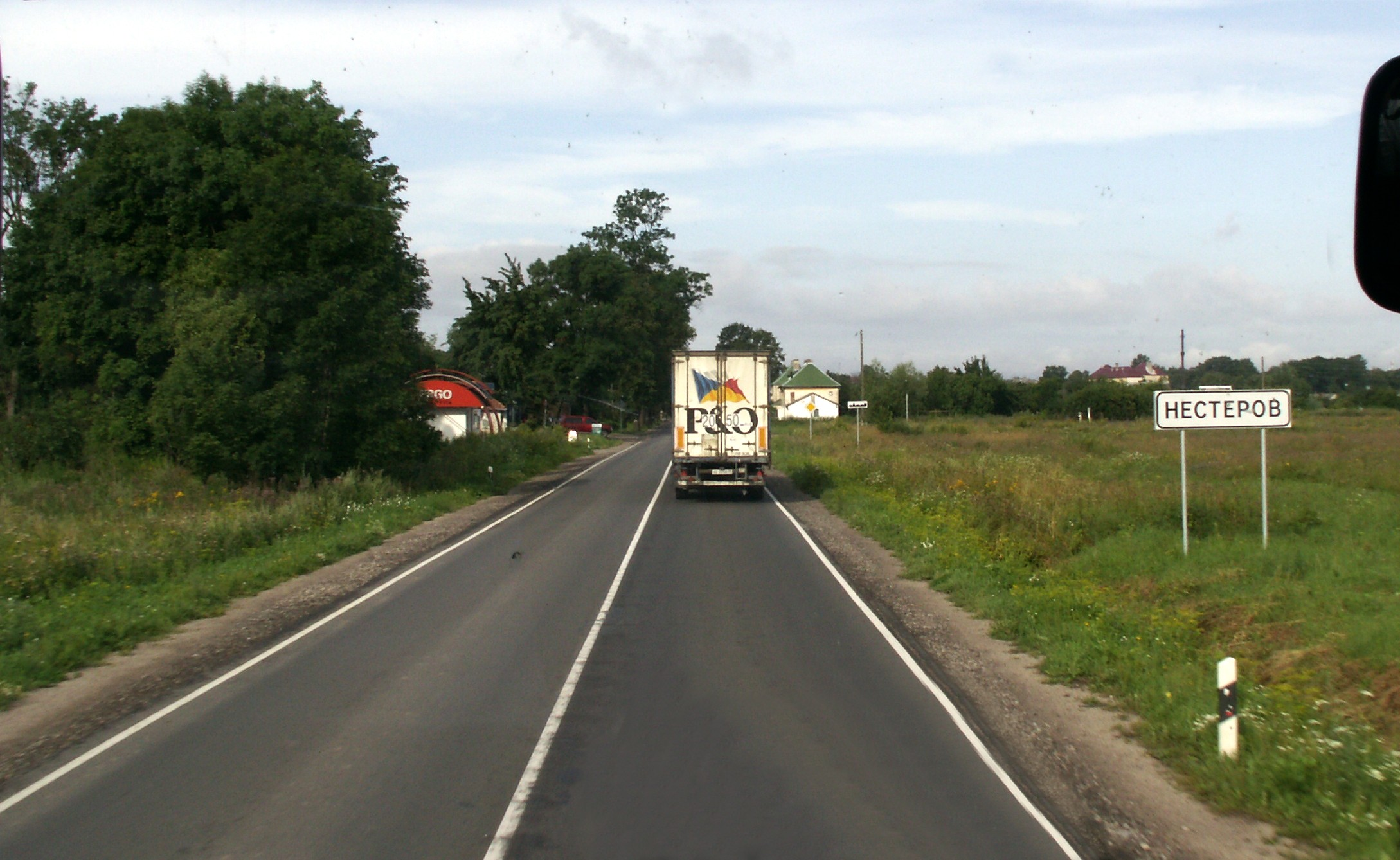
Příjezdová cesta do města
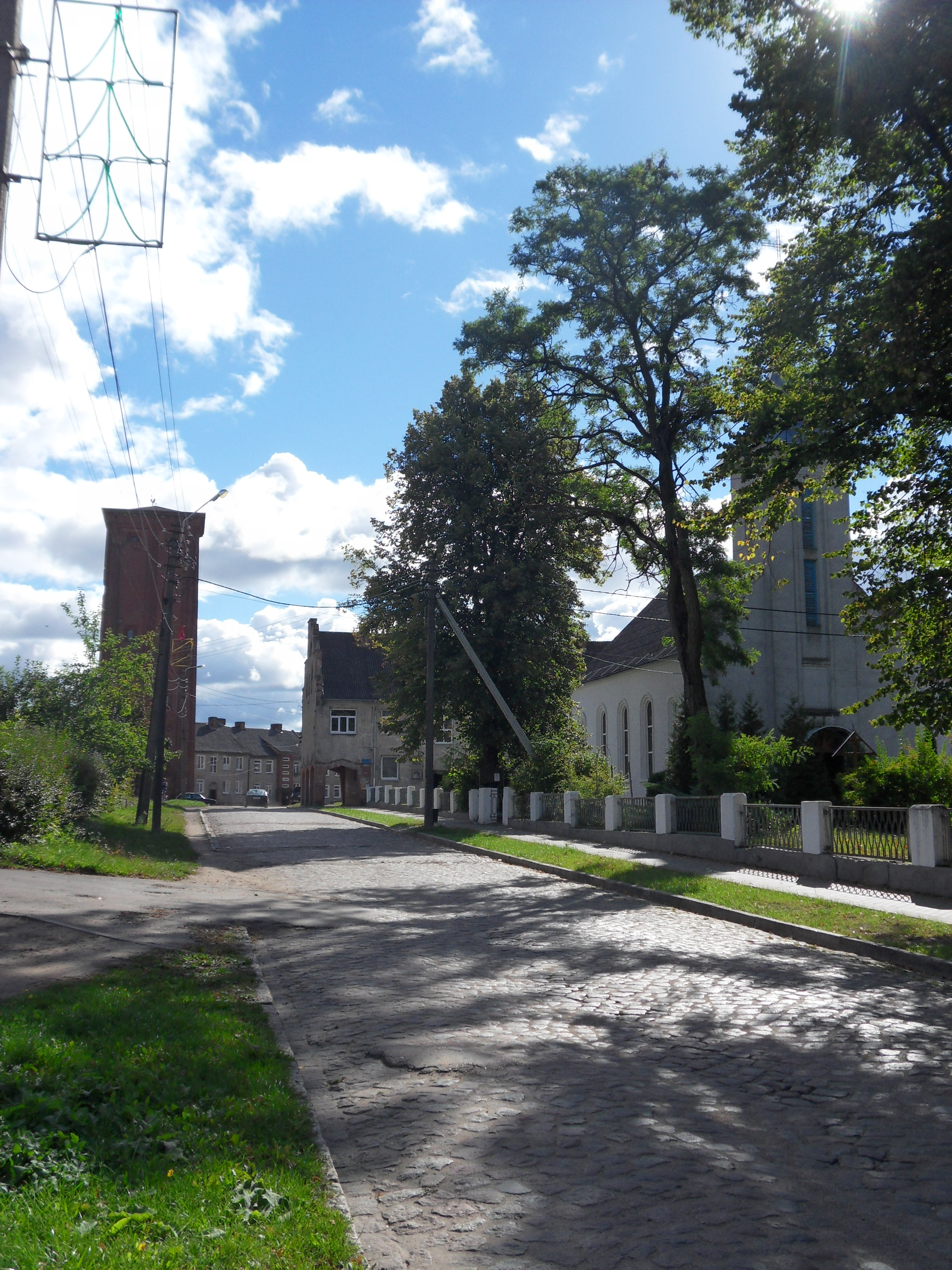
Pozůstatek předválečné zástavby (bývalý katolický kostel, vodárenská věž a původní dlážděná cesta)
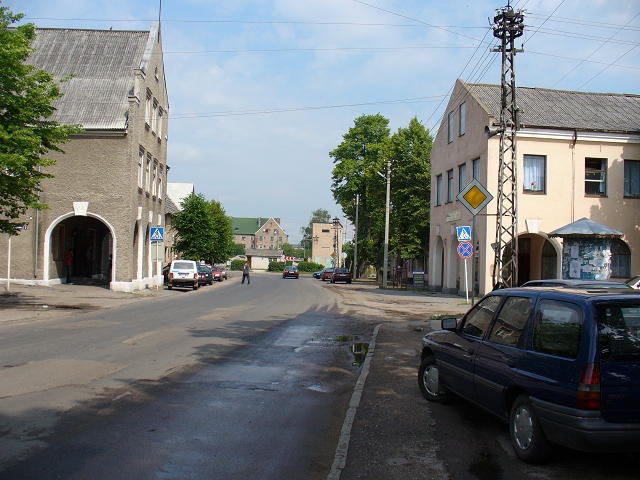
Pohled na místní ulici
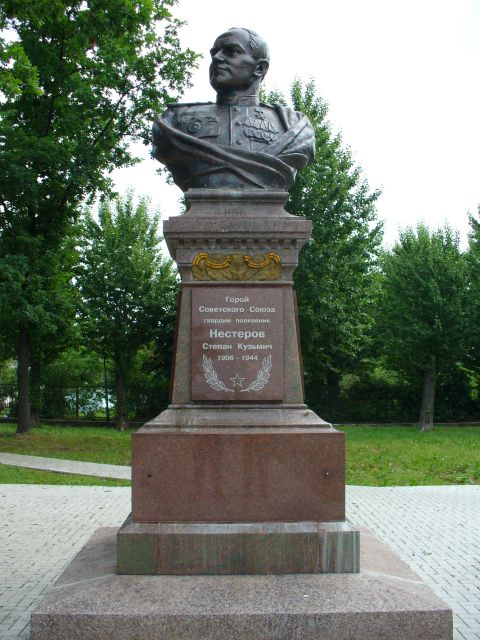
Pomník plukovníku Nestěrovi, po kterém nese město jméno